# Walter Godefroot

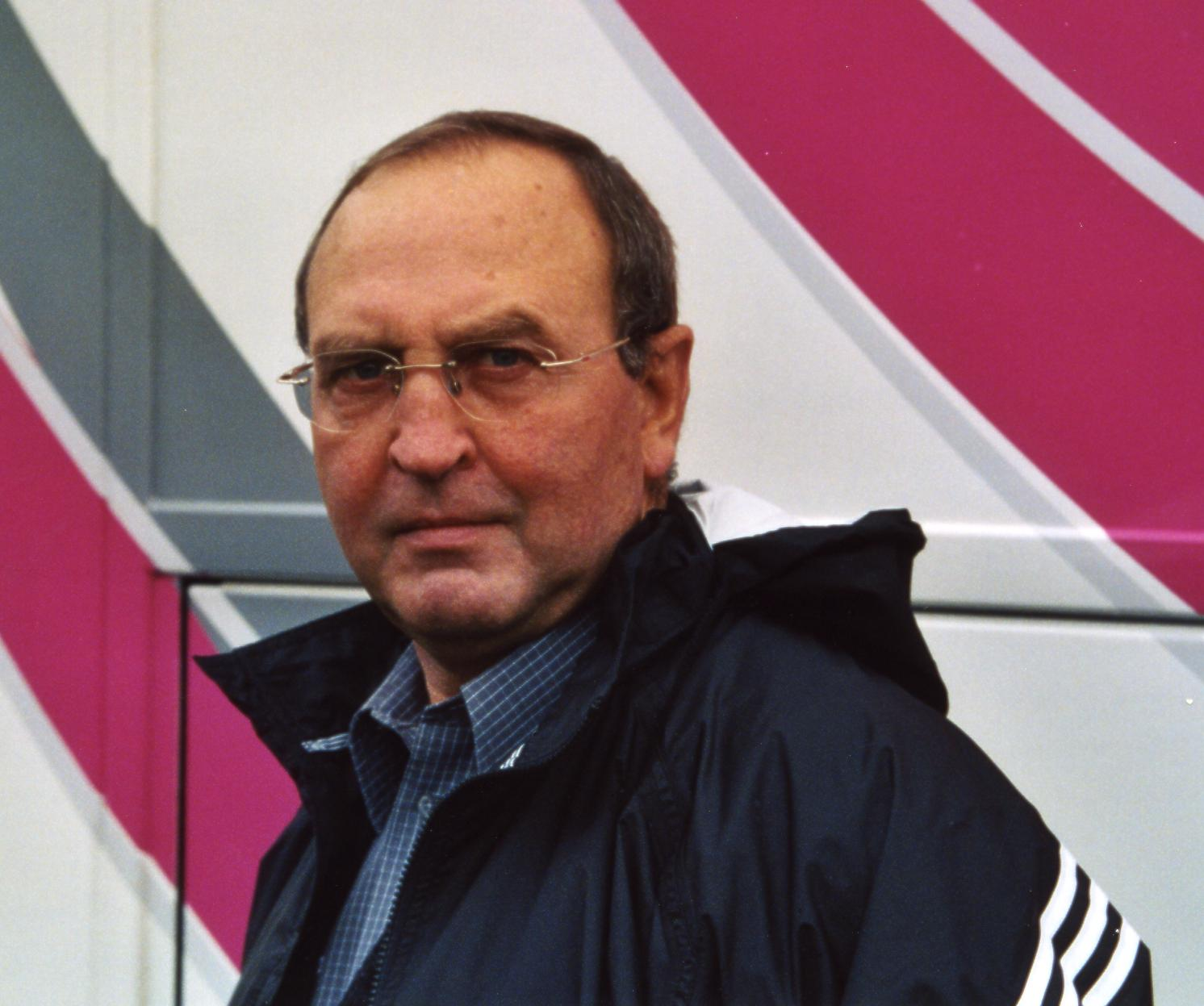
Walter Godefroot (1997)

Walter Godefroot (* 2. Juli 1943 in Gent, Belgien) ist ein ehemaliger belgischer Radprofi und Radsportmanager. Als Aktiver gewann er zahlreiche Eintagesrennen und Etappen, meist im Spurt, als Radsportmanager wurde er insbesondere als Sportlicher Leiter des Radsportteams der Deutschen Telekom (1992–2005) bekannt.

## Karriere
Seine Laufbahn als Radrennfahrer begann Godefroot 1958 mit 15 Jahren. 1964 hatte Godefroot sein stärkstes Jahr bei den Amateuren, als er unter anderem eine Etappe in der Berliner Vier-Etappenfahrt sowie zwei Etappen der Tour de Tunisie gewann – eine davon mit damaligem Weltrekordstundenmittel von 54 km/h. In der Gesamtwertung des Etappenrennens wurde er Dritter.
Bei den Olympischen Sommerspielen in Tokio war er im olympischen Straßenrennen schnellster Spurter des Hauptfeldes und gewann die Bronzemedaille für den 3. Platz.
Godefroot war von 1965 bis 1979 Berufsradrennfahrer und gewann u. a. 10 Etappen der Tour de France, die Flandern-Rundfahrt 1968, mehrere belgische Klassiker sowie Paris–Roubaix. Auf der Bahn gewann er 1966 das Sechstagerennen von Madrid mit Rik Van Steenbergen als Partner. 1966 und 1967 siegte er im Maaslandse Pijl, 1969 im Omloop van de Fruitstreek. Mehrfach gab es Unregelmäßigkeiten bei Kontrollen auf leistungssteigernde Mittel: er verweigerte Dopingtests 1967 bei „Paris–Tours“ und 1974 beim „Flèche Wallonne“, Disqualifikation 1974 bei der Flandernrundfahrt wegen Einnahme von Ritalin.
Im Anschluss an seine Profikarriere war er bei den Profiteams Ijsboerke, Capri Sonne, Lotto und Weinmann als sportlicher Leiter tätig. 1992 wechselte Godefroot als sportlicher Leiter zum Team Telekom, in den Jahren 2004 und 2005 war er der Team-Manager des in Team T-Mobile umbenannten Radsportteams. Nach der Saison 2005 zog er sich aus dem Radrennsport zurück, sein Nachfolger bei T-Mobile wurde Olaf Ludwig.
Im Juli 2006 kehrte Walter Godefroot überraschend in den Profi-Radsport zurück, er sollte das vom Dopingskandal Fuentes stark betroffene Team Astana als Berater der Teamleitung unterstützen, um die Neustrukturierung des Teams voranzutreiben. Im Juli 2007 beendete Astana die Zusammenarbeit, nachdem mehrere ehemals von Godefroot geleitete Teams ihn der Mitwisserschaft und Anstiftung bezüglich des organisierten Dopings bezichtigt hatten.
Im Mai 2007 wurde Walter Godefroot in der Fernsehsendung Beckmann erneut mit Doping in Verbindung gebracht, aus juristischen Gründen wurden die entsprechenden Äußerungen jedoch unkenntlich gemacht.

## Erfolge (Auswahl)
- Flandern-Rundfahrt (1968, 1978)
- Gent–Wevelgem (1968)
- Lüttich–Bastogne–Lüttich (1967)
- Grand Prix d’Aix-en-Provence (1970)
- Meisterschaft von Zürich (1970, 1974)
- Paris–Roubaix (1969)
- Vier Tage von Dünkirchen (1974)